# Onthophagus tersicollis
Onthophagus tersicollis är en skalbaggsart som beskrevs av Müller 1947. Onthophagus tersicollis ingår i släktet Onthophagus och familjen bladhorningar. Inga underarter finns listade i Catalogue of Life.